# دائرة الحمادية
كانت الحمادية في العصور القديمة في عهد الرومان تسما اكوزيوم200 ق م وكانت في زمن الرمان منطقة عبور الي الصحراء الجزائرية وتهارت وكانت هناك ممالك جبار وكانت أهل ابلدة هم برابرة ثم جائو اولاد بلهول ثم اولادعاقلة وسمية المدينة باسم ولاد عاقلة وبقية المدينة حامل هاذا الاسم وبعدين جائو اولاد خلوف ثم المرابطين ثم الأولاد عسي واولاد حريز فم انتشر القبائل ثن جاء حمدان ابن بلكين بنا القلعة في منطقة يسمونها المعاضيد عاصمة المغرب العربي كل من مراكش الي القروان تحت سيطرت الحمادين ثم كانو في مصر قبائل يسمونهم رياح وزغبة وبني سلمة وبنو هلال جائو حطمو القلعة حمدان ابن بلكين وتمركزو هناك وانتشرو في القطر الجزائري حتي الاحتلال الفرنسي غير الاسم سنيت لكورب الفرنسين يسمونها لكورب واهل البلدة يسمونها اولاد عاقلة وبعد خروج الاحتلال الفرنسي قام أخ من أهل المنطقت كتب علي لفت اسم الحمادية نسبه الي قلهة حمدان ابن بلكين توقفو كلهم وتقبلو الاسم الحمادية فيها عدت قبائل ا هل القبائل اولاد خلوف هم من تلمسان بعد سقوط الدولة الزيانية اولاد عسي من البيض هم ينتسبون الي عيسي بنايل الربعيات من الهامل اولاد برحال من حد السحاري توجد حد السحاري في الجلفة يميا بهاذا الاسم كانو نا الرحل
هدا وتعتبر الحمادية من أهم مدن الولاية وتعيش فترة من النمو لم يسبق لها مثيل بفضل المشاريع العديدة التي هي قيد الإنجاز كما تعتبر أيضا من أجمل مدن البرج خاصة من الناحية التنضيمية للعمران.

## مواضيع ذات صلة
- دوائر ولاية برج بوعريريج